# Кондрахін Юрій Анатолійович
 Ю́рій Анато́лійович Кондра́хін — молодший сержант окремого загону спеціального призначення «Азов» НГУ, що загинув у ході російського вторгнення в Україну у 2022 році, учасник російсько-української війни.

## Життєпис
Народився 19 вересня 1999 року в м. Маріуполі.
Молодший сержант, проходив службу у складі окремого загону спеціального призначення «Азов» НГУ. Інструктор з водіння 1-го взводу оперативного призначення 3-ї роти оперативного призначення 1-го батальйону оперативного призначення ОЗСП «Азов».
Загинув у боях з агресором під час оборони рідного міста Маріуполь.

## Нагороди
- орден «За мужність» III ступеня (2022, посмертно) — за особисту мужність і самовіддані дії, виявлені у захисті державного суверенітету та територіальної цілісності України, вірність військовій присязі, зразкове виконання службового обов'язку.